# HERCULES ROAD
『HERCULES ROAD』（ヘルクレス・ロード）は、2016年5月11日にZAIN RECORDSから発売されたMUSCLE ATTACKの3枚目のオリジナルアルバム。

## 概要
重厚でヘヴィなギターリフや、ラウドなサウンドの中にも際立つメロディや歌詞が印象的な楽曲など、バンドのポテンシャルがいかんなく発揮された一枚に仕上がった。

## 収録曲
全曲、作詞・作曲：SHINPEI　編曲：MUSCLE ATTACK（特記以外）
1. SURVIVE
2. ヘラクレスロード
3. LIVING DEAD
4. PROLOGUE
作詞・作曲：Jong[1][2]
5. I WANNA ROCK ‘N’ ROLL
6. BLUE SKY BLUE
7. LAST TRAIN
8. WHO I AM
作曲：Shunp[1][2]
9. TIME GOES ON